# 足柄山地
足柄山地（あしがらさんち）は、神奈川県西部の足柄地域から静岡県東部の駿東郡小山町にかけて広がる山地である。

## 概要
神奈川県北西部に広がる丹沢山地と同県南西部の箱根山地の間にある標高1,000m前後の小規模な山地であり、丹沢山地とは神縄断層および小菅沢断層、箱根山地とは内川断層によって境される。このように断層によって隔てられた山地であるが、丹沢山地や箱根山地の一部として扱われることも多い。
山地中央部を流れる酒匂川によって北東部と南西部に分けられ、北東部は起伏の小さい地域、南西部は起伏の大きい山地となっている。いずれの地域も多くはたおやかな地形となっているが、南部に位置する矢倉岳は石英閃緑岩の貫入岩体が浸食から取り残され、おにぎりを立てたような形となっており、足柄山地の象徴的な存在となっている。
東名高速道路大井松田ICから足柄SAにかけての山間部の山々は足柄山地の山々であり、上下線の都夫良野トンネル（新都夫良野トンネル）は山地北部の大野山南腹を、上り線の鳥手山トンネルは山地中部の鳥手山北側の山腹を貫いている。

## 主な山

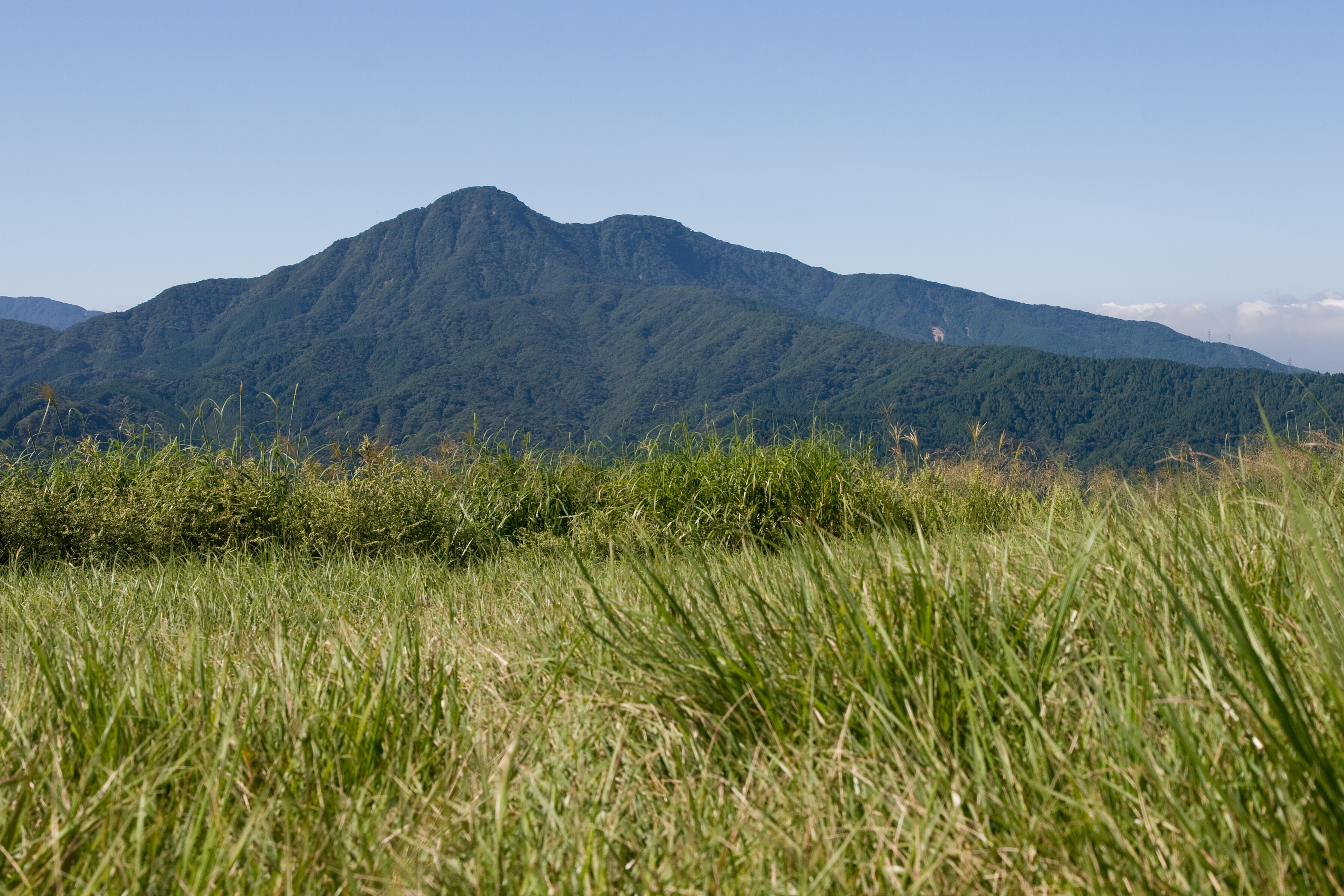
矢倉岳山頂より望む金時山（2010年9月）

- 金時山 (1,213m) -- 足柄山地の最高峰。箱根山地の北端。
- 丸鉢山 (962m)
- 足柄峠 (759m)
- 矢倉岳 (870m)
- 鷹落場 (819m)
- 鳥手山 (665m)
- 浅間山 (248m)
- 丸山 (252m)
- 城山 (347m)
- 谷ヶ山 (526m)
- 大野山 (723m) -- 丹沢山地の南端

## 主な河川
- 酒匂川（以下すべて酒匂川の支流）

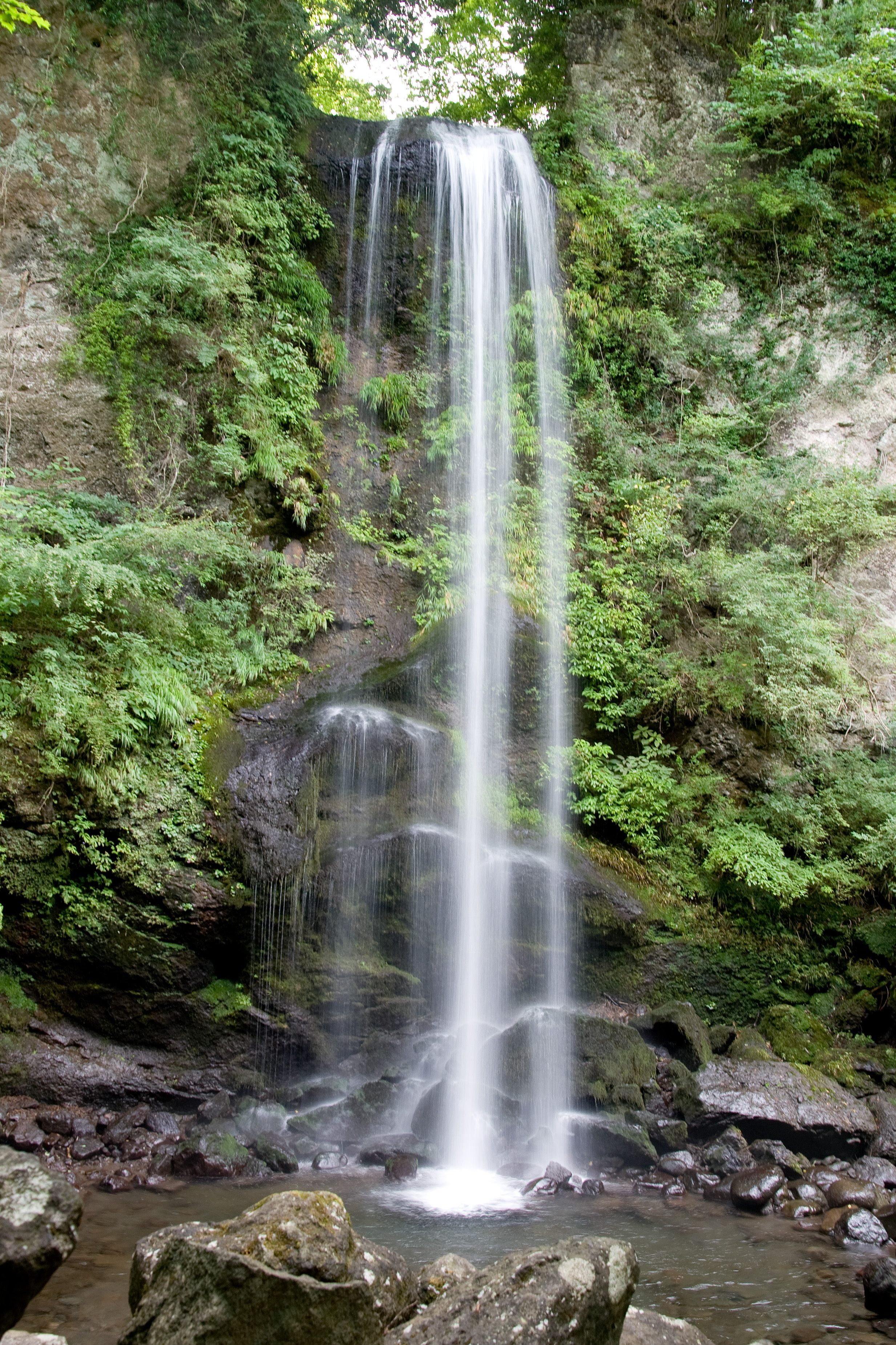
内川・夕日の滝

  - 鮎沢川 - 静岡県側の酒匂川上流部の名称で、河内川との合流点（御殿場線谷峨駅付近）から酒匂川という名称になる。
  - 河内川（こうちがわ） - 丹沢湖から流出する河川。神奈川県側の酒匂川上流部の名称で、鮎沢川との合流点から酒匂川という名称になる。
  - 皆瀬川
  - 滝沢川 - 矢倉岳の北側を水源とする川で、下流には洒水の滝（日本の滝百選）がある。
  - 尺里川（ひさりがわ）
  - 内川 - 金時山北東を水源とする川で、上流部に夕日の滝がある。
  - 狩川